# Zabierzów (gemeente)
De gemeente Zabierzów is een landgemeente in het Poolse woiwodschap Klein-Polen, in powiat Krakowski.
De zetel van de gemeente is in Zabierzów.
Op 30 juni 2004 telde de gemeente 22 014 inwoners.

## Oppervlakte gegevens
In 2002 bedroeg de totale oppervlakte van gemeente Zabierzów 99,59 km², waarvan:
- agrarisch gebied: 65%
- bossen: 14%

De gemeente beslaat 8,1% van de totale oppervlakte van de powiat.

## Demografie
Stand op 30 juni 2004:
| Omschrijving                   | Totaal | Totaal | Vrouwen | Vrouwen | Mannen | Mannen |
| ------------------------------ | ------ | ------ | ------- | ------- | ------ | ------ |
| eenheid                        | aantal | %      | aantal  | %       | aantal | %      |
| inwoners                       | 22 014 | 100    | 11 424  | 51,9    | 10 590 | 48,1   |
| bevolkingsdichtheid (inw./km²) | 221    | 221    | 114,7   | 114,7   | 106,3  | 106,3  |

In 2002 bedroeg het gemiddelde inkomen per inwoner 1405,41 zł.

## Aangrenzende gemeenten
Jerzmanowice-Przeginia, Kraków, Krzeszowice, Liszki, Wielka Wieś

## Plaatsen
- gemeentezetel Zabierzów
- sołectwa: Aleksandrowice, Balice, Bolechowice, Brzezie, Brzezinka, Brzoskwinia, Burów, Karniowice, Kleszczów, Kobylany, Kochanów, Młynka, Niegoszowice, Nielepice, Pisary, Radwanowice, Rudawa, Rząska, Szczyglice, Ujazd, Więckowice, Zabierzów, Zelków.